# Монгош
Монго́ш (фр. Montgauch) — коммуна во Франции, находится в регионе Окситания. Департамент коммуны — Арьеж. Входит в состав кантона Сен-Лизье. Округ коммуны — Сен-Жирон.
Код INSEE коммуны — 09208.

## Население
Население коммуны на 2008 год составляло 115 человек.
| 1962 | 1968 | 1975 | 1982 | 1990 | 1999 | 2008 |
| ---- | ---- | ---- | ---- | ---- | ---- | ---- |
| 147  | 157  | 150  | 116  | 125  | 129  | 115  |

## Экономика
В 2007 году среди 69 человек в трудоспособном возрасте (15—64 лет) 50 были экономически активными, 19 — неактивными (показатель активности — 72,5 %, в 1999 году было 70,7 %). Из 50 активных работали 49 человек (26 мужчин и 23 женщины), безработным был 1 мужчина. Среди 19 неактивных 7 человек были учащимися или студентами, 6 — пенсионерами, 6 были неактивными по другим причинам.

## Достопримечательности
- Церковь св. Петра